# Guerra Guaraní
La Guerra Guaraní, (en portuguès: Guerra Guaranítica) de 1756, també anomenada Guerra de les Set Reduccions, va tenir lloc entre les tribus guaranís de set reduccions jesuïtes i les forces conjuntes hispano-portugueses. Va ser conseqüència del Tractat hispanoportuguès de Madrid de 1750, que havia establert una nova demarcació entre els territoris colonials que les dues potències tenien a Sud-amèrica.

## Antecedents
Els jesuïtes van arribar a Amèrica al Brasil el 1549, al Perú el 1567, a Mèxic el 1572 i a Nova França el 1611, però el sistema missioner va trigar diverses dècades per establir-se i consolidar-se. Al Brasil, com en altres parts d'Amèrica, les missions van créixer i convertir-se en localitats pròsperes –algunes de les més poblades d'Amèrica del Sud–, enriquides gràcies a les condicions semi-esclavistes en les què hi treballaven els indígenes.
Com a conseqüència del Tractat hispanoportuguès de Madrid de 1750 es va establir una nova demarcació de límits, i la regió de Misiones Orientales, que comprenia les set missions de la Companyia de Jesús que quedaven en el marge esquerre del riu Uruguai passava a mans portugueses; eren San Miguel, San Ángel, San Lorenzo Màrtir, San Nicolás, San Juan Bautista, San Luis Gonzaga i San Francisco de Borja. Les autoritats espanyoles van rebre ordres per desmantellar i traslladar les missions a la banda occidental del riu, incloent bens, ramats i els nadius. Segons els censos dels jesuïtes, a les 7 missions hi vivien 26.362 habitants, sense considerar els habitants de les zones properes.

## La guerra
El 1754 els jesuïtes van cedir el control de les missions, però els guaranís, liderats per Sepé Tiaraju, es van negar a complir l'ordre de reubicació. Els esforços de l'exèrcit espanyol el 1754 per retirar a la força els guaraní de les missions van fracassar i es va signar un armistici aquell any. El 1756 es van reiniciar les hostilitats i, el 10 de febrer, una força combinada de 1.670 soldats espanyols comandats per José de Andonaegui i 1.106 portuguesos comandats per Gomes Freire de Andrade, armats amb vuit canons de canya de bambú van lluitar contra 1.500 guaranís a la batalla de Caiboaté, en la qual van morir 1.300 indígenes.

## Conseqüències
El 18 de maig, José de Andonaegui i Gomes Freire de Andrade van ocupar San Miguel i els caps indígenes van rendir-se. Entre juny i agost, els guaranís foren deportats a la banda espanyola.
Amb l'ascens al tron de Carles III d'Espanya el 1759, el rei va decidir que calia una revisió general dels tractats amb Portugal i pel Tractat d'El Pardo de 1761, Espanya recuperava el control de les set missions i el seu territori circumdant.